# 平田洋
平田 洋（ひらた ひろし、1975年〈昭和50年〉11月25日 - ）は、愛知県豊田市出身の元プロ野球選手（投手・右投右打）。
豊田大谷高校時代から高校球界屈指の剛腕投手として注目され、1993年のドラフト会議で地元球団である中日ドラゴンズ（セ・リーグ）から1位指名を受けた。入団当初から「将来のエース」と高く期待されたが、プロ入り後は一軍でわずか2試合のみ先発登板して0勝1敗とまったく活躍できず、プロ入り5年目の1998年限りで戦力外通告を受けた。

## 来歴

### 高校時代まで
豊田市立挙母小学校・豊田市立崇化館中学校出身で、小学校5年生の時に父親が監督を務めていた少年野球チームで野球を始めた。
野球を始めてから投手一筋で、中学卒業時には後に愛知県大会で敗れた享栄高校を含め多くの強豪高校を抱える高校からスカウトされた末に豊田大谷高校へ進学し、高校時代は2年生（1992年）でエースになった。同年夏の県大会では県立西尾実業高校相手に17奪三振を記録し、相手打線を1被安打のみに抑え完封勝利したほか、続く県立安城東高校戦では10奪三振を記録して完封勝利を挙げ、創部5年目の同校を初めて5回戦進出に導いた。しかし同校にとって初の「私学4強」相手の公式戦対決となった準々決勝・東邦高校戦ではこれまでの「力で相手打線をねじ伏せる」勝負は通用せず、13被安打・10失点を喫して6回コールドゲームで敗戦してしまった。しかし当時の野球部監督・後藤篤は平田を「3年生もよくやったが、ここまで来れたのは平田の力も大きい」と高く評価しており、平田も敗戦後に「来年はスピード・コントロールを付けて絶対に甲子園へ行きたい」と抱負を述べていた。
高校2年生の秋には最高球速・146 km/hの速球を武器に初の全国レベル大会となる明治神宮野球大会に出場し、中央球界からも注目されるようになった。一方で3年生へ進級する直前の1993年3月中旬には打撃マシンでバントを練習していた時にボールを直接右肩に当てたことで腱板損傷亜脱臼の重傷を負い、春の県大会を棒に振るとともに周囲を心配させたほか、腰痛にも悩まされた。しかし当時着用していた背番号11を励みに腰痛を克服して復活し、5月初めには復調して練習試合を重ね、速球（直球）は基礎体力・下半身の強化により148 km/hまで上がっていた。それに加え「力勝負だけだと打たれるから打たせて取ることも考えよう」として新たに変化球をマスターし、2種類のカーブ（三振を取るカーブ・ストライクを取るカーブ）やフォークボールを習得した。それらの球を武器に6月中旬に開催された三河地区の公式戦では4被安打・1与四球・10奪三振・自責点1点の8回コールドゲームで完投勝利を収め、後にドラフト1位で指名した中日の担当スカウト・法元英明は当時から平田を「高校生であれほど速い球を投げる投手はいない。体格も良く体にバネがある」と高く評価していた。
1993年夏の愛知県大会では1回戦・県立知多東高校戦（半田市営半田球場）でプロ野球12球団のスカウトたちが見守る中、最速145 km/hの速球を投げるなどして相手打線を圧倒し、4回に3安打を浴びて2失点を許したものの10奪三振を奪う好投を見せ、チームも4対2で勝利した。4回戦・県立津島北高校戦（豊橋市民球場）では初回いきなり先頭打者へ直球で四球を与えてしまい「上半身と下半身がバラバラになっている」と次打者からセットポジションに切り替えて投げた。結果、自己最多タイとなる公式戦3度目の17奪三振を記録して完封勝利を収めたが、この時は試合後に「試合前にも監督からコントロールを重視するように言われたからその通りに投げた。厳しい試合展開で勝つことしか頭になかったから記録は意識していなかった」と述べたほか、自身の投球結果を「制球だけ気を付けて投げたのにこんなに三振が取れるとは、球が手元て伸びていたからだろう」と分析した。準々決勝・東海工業高校戦（名古屋市瑞穂公園野球場）では1回表・2番打者相手にカウント1-3と一時制球を乱したが、ベンチから「力を抜け」という声を聞いてからは力みを抜いて投げ相手の裏をかく投球により2被安打・10奪三振で相手打線を完封し、チームも8対0で7回コールド勝ちした。しかし続く準決勝・享栄高校戦（瑞穂球場）では8回まで相手打線を完封し、同大会中の連続無失点イニング記録を34まで伸ばしたが、1点リードで迎えた9回裏に走者1人の場面で平田と投げ合った享栄の投手・谷川輝幸を打者として迎えたところ、渾身の内角低め直球を打たれて左翼席へ飛び込む逆転サヨナラ2点本塁打を被弾しサヨナラ負けを喫した。この痛恨の一球に平田はマウンド上で泣き崩れ、試合終了の挨拶を終えてベンチに戻る最中にもグラウンドに突っ伏して号泣した。

### 中日からドラフト1位指名
惜しくも夏の甲子園出場を逃したが、34イニング連続無失点のほか6試合38イニングで52奪三振を記録したその剛腕は早くからプロ野球界から注目を集め、『中日新聞』記者・村井博美は「もっと大きな舞台（プロ野球）であの速球を見ることができそうだ」と期待を寄せていた。また懸案事項だった右肩腱板損傷についても「『その後遺症は100％ない』と言ってよい」（巨人・関東孝雄スカウト）段階まで回復しており、同年のドラフト会議を控えて高校生では宇和島東高校・平井正史とともに「ドラフト1位候補」と高く評価されていた。
一方で平田本人は地元・愛知県名古屋市に本拠地（ナゴヤ球場）を置く中日ドラゴンズへの入団を熱望しており、ドラフト会議前（後述のプロ球団接触解禁後）には中日以外にも近鉄バファローズ・ヤクルトスワローズ・読売ジャイアンツ（巨人）やオリックス・ブルーウェーブなど7球団が訪れて対面調査を行ったが、平田は挨拶に訪れた7球団のスカウトに対し「プロ野球でプレーしたいが地元の中日以外は入団拒否する。中日で活躍する自分の姿を家族・周囲の人に間近で見てもらいたい」と公言し、中日以外の球団からの勧誘はすべて断っていた。その相思相愛ぶりに対し巨人・伊藤菊雄スカウトは「『平田君が中日で決まり』なんて誰が決めたんだ」と引き下がらない姿勢を見せていた一方、獲得を狙っていた球団の中には豊田大谷高へ電話で「平田君は中日に行くのが一番いい」と「獲得断念」の意向を伝えた球団もあったほどだった。
中日球団としても過去に槙原寛己・工藤公康・松井秀喜と地元の逸材選手獲得を逃し続けた苦い経験があったことから、早い時期から地元出身でかつ「将来性はもちろん即戦力の期待もかかる」逸材だった平田に関心を示していた。そのため1993年10月7日までに「ドラフト会議で平田を1位指名する」と方針を決めた中日球団社長・中山了は「逆指名してくれて非常に嬉しい。それに対し誠意を示す意味でも1位指名する。スカウトからは『地元出身選手では星稜・小松辰雄以来の逸材』と報告を受けている」とコメントしたほか、当時の監督・高木守道も「1位で指名しなければ他球団に奪われてしまう選手。即戦力として計算できるだろう」とコメントしていた。
平田は1993年10月14日に愛知県高等学校野球連盟（愛知県高野連）宛に郵送した「野球部員登録抹消届」を受理されたことでプロ野球球団との接触が可能になり、スカウトの事前調査に応じることが可能な身分となった。その5日後となる1993年10月20日には豊田大谷高校で中日・法元英明スカウトが12球団で最も速く平田と交渉して「1位指名する」と伝え、平田も改めて「中日でプレーしたい。他球団から指名がないことを祈っている。仮に他球団が指名権を獲得した場合は入団拒否する」と中日入り希望をアピールした。さらに1993年11月5日に豊田大谷高で中日・岡田英津也球団編成部長から初めて挨拶を受け「君はこれから大きく伸びる。頑張ってほしい」と激励された際にも改めて「中日以外は入団拒否」の意向を伝え、中日球団もドラフト会議前日（1993年11月19日）までに編成会議にて「平田を1位・鳥越裕介（明治大学）を2位で指名する」と確認した。
ドラフト会議当日（1993年11月20日）まで「オリックスが強行1位指名する可能性がある」と囁かれてはいたが、オリックスは結局平田を断念して宇和島東高校・平井正史を1位指名した。結局ほか11球団から重複指名を受けず中日の単独指名が確定した直後、平田は記者会見で「仮に落合（博満）さんが他球団へ移籍すれば対戦機会が巡ってくるので、その時は内角球で思い切り勝負したい。そのために早く一軍に上がりたい」とコメントした。中日球団にとって地元出身の高校生ドラフト1位指名選手は1986年・近藤真一（享栄高校）以来だった。

### プロ入り後

#### 1994年
ドラフト会議前から「中日は打撃が素晴らしいチームだから強力なバックに支えられて投げてみたい。腰を痛めた時に励みにした背番号だから背番号は11番が欲しい」と公言しており、1993年12月3日には初めての入団交渉に臨んだ。そして同日、自宅で第1回交渉に臨むと推定契約金1億1,000万円・推定年俸840万円で契約合意して仮契約を締結し、背番号も希望通りの11番に決まった。契約金1億1,000万円は当時球団史上最高額で、球界全体でも高校生としては巨人・松井秀喜（1992年ドラフト1位）に次ぐ高い評価だった。仮契約後に豊田市内のホテルで記者会見した際には高校生ながら「開幕一軍を目指す。そのために自主トレが始まるまでランニングで下半身を強化する」「（当時のエース）今中（慎二）さんのように常に2桁勝利できるような投手になりたい。（巨人に移籍した）落合さんと対戦する機会があったら内角真っすぐで勝負したい」と宣言した。
1993年12月22日に行われた入団発表では会見で「やっと気持ちが落ち着いた。ノーラン・ライアン投手のように長く野球ができて、年をとっても速球で勝負できるような選手になりたい」と決意を述べた。またこの時までには高木政権下で高卒新人としては初めて春季沖縄キャンプに参加することが内定していたが「目標はあくまで開幕一軍だ。今も毎日5キロメートル（km）のランニングを続けている。キャンプ初日から投げられるように頑張る。キャンプでうまく調整できれば直球・カーブはプロでも通用すると思う。来年3月に地元・豊田市（豊田市運動公園野球場）で予定されているオープン戦では1イニングだけでも投げたい」と述べた。
その後、平田ら新人選手5人（平田・鳥越・笹山洋一・遠藤政隆・工藤友也）は1994年1月6日に名古屋市西区内の合宿所へ入寮し、翌7日 - 9日にかけて屋内練習場で初の自主トレに臨んだ。1994年2月1日に沖縄県石川市（現：うるま市）で中日球団の春季キャンプ（ - 1994年3月3日）が開始されたが、平田は高校の卒業試験のため沖縄入りが2月5日まで遅れ、第2クール初日の翌2月6日から一軍練習に合流した。
しかし春季キャンプでは周囲から「ゴールデンルーキー」と持ち上げられていた一方、高卒新人ながらいきなり1人で一軍キャンプに参加することとなったことから精神的な疲労が肉体疲労にまで及び、集中力を奪われるようになった。またプロ入り後に髪の毛を伸ばしたところ、コーチから「切ってこい」と一喝されたことで戸惑いを感じ、それ以降も練習・寮生活で年長者に気を遣うことが苦痛になっていた。
平田はキャンプ終了後も沖縄で調整を続けていたが肩の痛みを訴え、1994年3月7日には首脳陣から「体作りができていない」と判断されて三軍でトレーニングを積むこととなった。その後、1994年3月21日には二軍（ファーム）の交流試合として開かれた中日二軍（ウエスタン・リーグ）対巨人（イースタン・リーグ）戦で「プロ初登板」を果たし、最速146 km/hの速球で2回1被安打に抑えたほか、松井秀喜との対戦でも左飛に打ち取った。
1994年3月25日には二軍から離れて一軍主力組に合流し、翌26日に地元・豊田市の豊田市運動公園野球場で開かれたオープン戦対オリックス・ブルーウェーブ戦で先発・今中の後を継いで2番手投手として登板した。この「一軍デビュー」前には「地元という意識はない。最後まで入団を誘ってくれたオリックス相手に無様な投球はしたくない。一軍入りを考えると力んでしまうので無心で投げたい」と抱負を述べていたが、力みから制球が定まらず、直球も139 km/h止まりだった。5回は2死を取るも一・二塁の場面で田口壮に四球を与え、続く鈴木一朗（開幕直前に登録名を「イチロー」へ変更）から満塁本塁打を被弾した。さらに6回には岡田彰布から高めの速球を狙い撃ちされソロ本塁打を被弾し、結果的に敗戦投手になったが、大量失点後の6回にはキャブレラ（フランシスコ・カブレラ）相手に捕手から出されたフォークボールのサインを拒否し、インローに投げて三邪飛に打ち取ったことで『中日新聞』記者・斎田太郎から「確かなことを学んだ」と評された。また中利夫はこの試合を報じた『中日新聞』朝刊で「プロの洗礼は気にする必要はない。鈴木にはど真ん中、岡田にも高めの真っすぐと力んで手投げになったことによる制球ミスで本塁打を被弾したが、それ以外は打者を力で封じた。徹底的に走り込んで体作りをすれば制球力の課題を乗り越えられるはず。焦らず後半戦以降に照準を合わせれば良い」と評価していた。
結局、目標としていた開幕一軍入りは叶わず他の新人4人とともにファームで開幕を迎えることとなり、後述の二軍合流まではファームの練習で打撃投手を務めつつ三軍でランニング・投球フォーム固めなどの調整を続けていたが、大幅な軌道修正を強いられたことで「平田の胸の内に潜んでいた『過信』を取り除くこと」（稲葉光雄二軍投手コーチ）から始めざるを得なくなった。そのため単調な基本練習の繰り返しとなったことで平田自身も飽きを感じるようになり、「1日の練習でどこか手を抜く」と感じた稲葉から「1秒1秒を大切にしろ」と叱咤されることも多かったが、4月に入ると足腰が鍛えられ体重移動の無駄がなくなったことで球速・球の切れのみならず精神面においても磨きがかかり、稲葉から二軍昇格の推薦を得ることができた。二軍昇格直前には豊田市運動公園野球場で打撃投手を務めたが、このころには水谷寿伸二軍投手コーチから「球が生き生きとしていて『早く試合で投げさせてくれ』と訴えているようだ。気持ちの伝わってくる球を久しぶりに見た」と評価されていたほか、入団時から体重を11 kg減量していた平田自身も「今までずっと基本練習の繰り返しだったが、（打撃投手は実戦とは違い「打者に打たせる仕事」とはいえ）打者に向かえたことは嬉しかった」と述べていた。
5月24日には三軍から二軍に合流し、同日からのウエスタン・リーグ（ウ・リーグ）で開催された対阪神タイガース3連戦にて実戦デビューを果たすこととなった。その後は二軍初勝利が7月26日（対近鉄バファローズ14回戦・ナゴヤ球場）までもつれ込み、それまでに5敗を喫したが、最終的には二軍でチーム唯一の規定投球回数到達を果たし、18試合82回2/3イニングを投げて3勝6敗・防御率4.03の成績を残してウ・リーグ投手成績ランキング11位（全14人）に入った。
7月17日に札幌市円山球場で開催されたジュニアオールスターの全ウエスタン代表選手として選出された。そして7月22日にはドラフト2位の鳥越や中山裕章・井上一樹とともに一軍選手登録（一軍40人枠入り）を果たし、初先発の6日前に先発を言い渡された。8月9日に出場選手登録されると、8月11日の対ヤクルトスワローズ第20回戦（ナゴヤ球場）で捕手・中村武志とバッテリーを組み一軍公式戦初先発・初登板を果たした。しかし臨んだ初先発のマウンドではわずか1/3回を投げただけでヤクルト打線相手に4失点してKOされ、同年はそれ以降一軍登板できなかった。
閉幕後には『中日新聞』紙上にて「持ち球であるストレートの球威を失ったことが気がかり。下半身の強化など徹底した体づくりが必要だ」と評価され、小松辰雄コーチの下で練習に取り組んだ。この秋季キャンプでは「高校時代の投球を取り戻すこと」が目標だったため投球フォーム改造は行われなかったが、その後平田は結果が出ないとフォーム改造を余儀なくされたことで最適なフォームを見い出せずプロ野球界を去ることとなった。

#### 1995年以降
プロ2年目の1995年2月1日に開幕した沖縄キャンプでは「下半身の強化に成功して課題の体重移動が楽になり、球筋が定まった。抑え気味でも球速140 km/hを超えるほど」の球威を身に着けた。その球威はブルペン捕手を務めた加藤安雄コーチが受け損ねてミットの網が切れるほどで、同じように高校生でドラフト1位指名を受けて入団・活躍した鈴木孝政・小松辰雄両投手コーチからも「今季は一軍でやれる」と高く評価されており『中日新聞』紙上では「キャンプ初日から羽ばたき大活躍の予感を漂わせている」と報道された。このことから投手コーチからは「いの一番に一軍に昇格させたい投手」と高く評価されていたが、同年に新しく投手コーチに就任した鈴木は「確かに（前年とは）別人になっておりスター性もある。中日の目玉になれる素材だが、まだ覚えさせるべきことがたくさんある。半端なまま一軍に送り出すと昨季の繰り返しになるから二軍で経験を積ませるべきだ」と評価していた。
一方で同年開幕前には今中慎二とともに春の自主トレを行ったが、その際に今中から「お前は危機感も貪欲さも欠けている。俺は2年目（1990年）に隣で（当時ドラフト1位の新人）与田（剛）さんが投げていた球を見て『これはいかん』と緊張した。『今年が勝負』ということがわからないのか！」と叱咤されていた。結局は開幕時点で2年目にして初の一軍40人枠入りを果たし、1995年4月27日には一軍に合流した。しかし当時は腰痛で投球どころかウォーミングアップすらできない状態だったためその日の練習を休み、翌日には再び二軍に戻ると5月5日に故障者選手登録された。1995年7月までの1年半で平田を指導したコーチは10人に上っていたが、当時の中日は育成への指針のみならず一軍・二軍間の連携すら取れておらず、平田が育たない苛立ちは互いの批判にすり替わっていた。同時期に山部太（ヤクルト）・河原純一（巨人）・波留敏夫（横浜ベイスターズ）・藪恵壹（阪神）とセ・リーグ各球団に新戦力が台頭していた一方、中日は彼らと対比されるはずの存在だった平田が戦力になっていない状態で、7月12日に二軍戦で完投勝利を挙げた際にも最後の打者に投じた直球は131 km/hしかなかった。
1995年9月7日にはナゴヤ球場で開かれた対阪神タイガース第21回戦で中村とバッテリーを組み先発登板したが、1回表の立ち上がりで和田豊と星野修から連打を浴びるとスコット・クールボーに変化球を打たれて左翼席へ飛び込む21号本塁打を被弾した。2回表には星野から右前適時打を浴びると3回表には2死から投手・竹内昌也に3点本塁打を浴びるなど大炎上し、3回8被安打2被本塁打8失点と散々な成績で、結果的にこれが最後の一軍登板となってしまった。その後中日は阪神の先発・竹内（同日の勝利投手）を打ち崩して6回までに7点を得たが、最終的にチームは9対7で敗戦して同シーズン70敗目を喫し、平田も敗戦投手となった。同日の最高球速は136 km/hと入団当時の面影がなく、平田本人も「言葉もない」とうなだれるもので、期待を裏切られた島野育夫監督代行は「力がないなら、ないなりに制球に気を付けるなどすべきだろう。『投げて打たれた』では話にならない」と立腹していたほか、村田広光トレーニングコーチも当時の平田を「入団時から体重が10 kgも減って体形が変わっている。一回り大きくなるはずがそうならないのは精神的なものだ。もっとがめつくならないと球もいかない」と評していた。同年は二軍ウ・リーグでも18試合に登板して104回1/3イニングを投げたが3勝5敗・防御率3.97（投手成績ランキング15人中11位）の成績に終わり、オフの11月28日には前年比160万円減額の年俸800万円で契約更改した。
同年秋の黒潮リーグ・秋季キャンプではスピード・球威とも徐々に本来の姿へ近づけ、2年間の遅れを取り戻すとともに今中・山本昌の両左腕に次ぐ先発投手が不足していた一軍投手陣に割って入ることが期待されていたが、監督が星野仙一に交代した1996年は「不言実行」をモットーに先発ローテーション入りを目指したものの開幕前に脇腹を痛め、プロ入り3年目で初の一軍登板なしに終わった。同年はオーバースローからサイドスローに転向したが、球速は全盛期より10 km/h以上低下し、二軍でも22試合に登板・99回2/3イニングを投げて2勝8敗・防御率3.97と大きく負け越し、同シーズン閉幕後には推定年俸750万円（前年比50万円減額）で契約更改した。
1997年シーズン前は、自らオフを返上し、ナゴヤ球場で自主トレを続けたが、同年も二軍で9試合・32回を投げて0勝3敗の成績に終わった。同年オフの契約時には、台湾球界 (CPBL) へ留学する話が出たほか、年俸は前年比50万円減額の700万円となった。またプロ入りから着用していた背番号11も同い年である川上憲伸（明治大学から同年ドラフト1位）の入団に伴い剥奪され、12月18日に背番号を17に変更されることが発表された。
1998年は、開幕直後の4月25日に韓国KBOのLGツインズから新外国人として李尚勲（登録名：サムソン・リー）が加入した。これに伴い、平田は背番号17をサムソン（韓国時代から背番号17を着用）に充てるため、再び剥奪される格好となり、自身の背番号は60に変更された。同年は背水の覚悟で臨んだが、一軍登板はなく、二軍ウ・リーグで中継ぎとして7試合に登板し、1勝0敗・防御率1.69の成績を残したのみだった。中日時代最後の登板は6月11日で、夏場には練習中、ノックの打球を顔に受けて負傷した。そして同年10月6日、北野勝則・猪俣隆両投手とともにナゴヤドームで、児玉光雄球団代表補佐から戦力外通告を受けた。この際、球団側から前年の金森隆浩と同じく、友好関係にあった台湾プロ野球・兄弟エレファンツでプレーすることも提案されたが、態度を保留した。その後、オリックス・ブルーウェーブの入団テストを受験するが不合格に終わる。さらにその後、近鉄バファローズ（1999年シーズン開幕前に「大阪近鉄バファローズ」へ球団名変更）の日向秋季キャンプに参加し、入団テストを受けて合格し、同年12月18日に同じ秋季キャンプで入団テストに合格した谷口功一（前西武ライオンズ）とともに近鉄球団への入団が発表された。
1999年シーズンは、大石清投手コーチの指導により、潜在能力の開花が期待され、年俸600万円・背番号62で野球人生を賭けて臨んだ。しかし、新天地となった近鉄でも一軍出場はならず、二軍（ウ・リーグ）でも16試合登板・投球回32イニング（規定投球回数は80イニング）・2勝2敗・防御率3.66の成績に終わった。同年10月6日には大森剛・佐藤裕幸・渕脇芳行・谷内聖樹・中川隆治・田中宏和の6選手（野手3人・投手3人）とともに戦力外通告を受け、同年限りで現役を引退した。

### 引退後
現役引退後は母校の関係者から勧誘されて故郷・豊田市の豊田鉄工に就職し、2020年5月時点では同社広久手工場で工長（生産現場の監督・統括）を務めている。

## 選手としての特徴・人物
崇化館中学校の卒業文集には「将来はプロ野球選手になりたい」と書いていたほか、高校時代に平田を指導した監督・後藤篤はドラフト直前に『週刊ベースボール』の取材に対し「平田は金・出場機会など現実的な視点を抜きに、幼少期から純粋な気持ちで『中日へ行きたい』と考えていた」と証言した。
高校時代は長身から投げ下ろす最高時速148 km/hの直球（速球）が武器で、春・夏とも甲子園未出場ながら全12球団が獲得に向けて調査したほどの逸材だった。高校時代には目標とする選手として桑田真澄（巨人）やノーラン・ライアンを挙げていた。また中日入り直後には当時チームのエースだった今中慎二を目標として挙げていた。
平田を担当したスカウト・法元英明は「地元でこれだけの逸材はいない。甲子園に出場した投手より実力は上だ」と高く評価しており、「肘の出方・腕のしなり・下半身の使い方を鍛えればまだ球速は早くなる。将来は球速150 km/hも夢ではない」と期待を寄せていたが、1994年シーズン終盤にはフォームを見失い、130 km/h台の球速を出すことがやっとの状態だった。変化球は高校時代からの持ち球だった2種類のカーブ（三振を取るカーブ・ストライクを取るカーブ）やフォークボール・チェンジアップに加え、プロ入り後にスライダーを習得した。
一方で田口は著書にて「平田がプロで大成できなかった理由の1つはプロ向きの性格でなかったことだ。年上の人間ばかりに囲まれ、気を遣いながら練習・寮生活を送ることが苦痛になっていた。またプロ入り後に体のキレを失ったことに加え、高校時代の投球を取り戻すことを目標に1年目秋季キャンプでは小松コーチの下でトレーニングに取り組んだが、結果が出ないとフォーム改造を余儀なくされフォームを見失った」と述べている。
なお中日時代（1998年開幕前）は独身だったが、近鉄移籍時点（1999年開幕前）では2歳年上の女性と結婚しており1児（1歳の女児）がいた。

## 詳細情報

### 年度別投手成績
| 年 度     | 球 団     | 登 板 | 先 発 | 完 投 | 完 封 | 無 四 球 | 勝 利 | 敗 戦 | セ 丨 ブ | ホ 丨 ル ド | 勝 率 | 打 者 | 投 球 回 | 被 安 打 | 被 本 塁 打 | 与 四 球 | 敬 遠 | 与 死 球 | 奪 三 振 | 暴 投 | ボ 丨 ク | 失 点 | 自 責 点 | 防 御 率 | W H I P |
| --------- | --------- | ----- | ----- | ----- | ----- | -------- | ----- | ----- | -------- | ----------- | ----- | ----- | -------- | -------- | ----------- | -------- | ----- | -------- | -------- | ----- | -------- | ----- | -------- | -------- | ------- |
| 1994      | 中日      | 1     | 1     | 0     | 0     | 0        | 0     | 0     | 0        | --          | ----  | 7     | 0.1      | 2        | 1           | 3        | -     | 0        | 0        | 0     | 0        | 4     | 4        | 108.00   | 15.00   |
| 1995      | 中日      | 1     | 1     | 0     | 0     | 0        | 0     | 1     | 0        | --          | .000  | 19    | 3.0      | 8        | 2           | 2        | -     | 0        | 4        | 0     | 0        | 8     | 8        | 24.00    | 3.33    |
| 通算：2年 | 通算：2年 | 2     | 2     | 0     | 0     | 0        | 0     | 1     | 0        | --          | .000  | 26    | 3.1      | 10       | 3           | 5        | -     | 0        | 4        | 0     | 0        | 12    | 12       | 32.40    | 4.50    |

### 記録
- 初登板・初先発登板：1994年8月11日、対ヤクルトスワローズ20回戦（ナゴヤ球場）、1/3回4失点で勝敗つかず[57][59][90]
- 初奪三振：1995年9月7日、対阪神タイガース21回戦（ナゴヤ球場）[65]

### 背番号
- 11 （1994年 - 1997年）
- 17 （1998年開幕 - 同年4月24日）
- 60 （1998年4月25日 - 同年終了）
- 62 （1999年）